# کاترین کانولی
کاترین کانولی (انگلیسی: Catherine Cannuli؛ زادهٔ ۳ مارس ۱۹۸۶) بازیکن فوتبال اهل استرالیا است.
از باشگاه‌هایی که در آن بازی کرده‌است می‌توان به بریزبن رور اشاره کرد.
وی همچنین در تیم‌های ملی فوتبال Australia women's national under-20 soccer team و زنان استرالیا بازی کرده‌است.